# Ilse Stöbe
Ilse Stöbe (Berlino, 17 maggio 1911 – Berlino, 22 dicembre 1942) è stata una giornalista e antifascista tedesca.
Fu una spia al servizio dell'Unione Sovietica contro la Germania nazista.

## Biografia
Cresciuta in una famiglia della classe operia di Berlino, dopo la scuola, lavorò dapprima nella casa editrice di Rudolf Mosse e poi come segretaria del giornalista Theodor Wolff al Berliner Tageblatt. Nello stesso periodo la Stöbe ebbe i primi contatti con la GRU, il servizio informazioni delle forze armate sovietiche.
Durante la sua permanenza al Berliner Tageblatt, conobbe Rudolf Herrnstadt con il quale, in seguito, si fidanzò. 
I due si trasferirono nel 1934 a Varsavia, dove lavorò come corrispondente dall'estero. La Stöbe era membro del Partito Nazionalsocialista Tedesco dei Lavoratori e verso la metà del 1934 venne nominata addetta culturale del Ministero degli Esteri del partito nazista in Polonia. Poco prima dell'inizio della seconda guerra mondiale, tornò a Berlino e lavorò presso il Dipartimento Informazione del Ministero degli Esteri.
Con il fratello Kurt, Ilse prese presto contatto con gruppi politici antinazisti e nel frattempo mantenne i contatti con il suo amico d'infanzia Helmut Kindler, membro della cosiddetta Orchestra Rossa. Durante i Giochi Olimpici di Berlino del 1936 Ilse incontrò l'editore svizzero Rudolf Huber, che gli lasciò in eredità la maggior parte delle sue fortune quando morì nel 1940. Nell'autunno del 1939 incontrò Carl Helfrich, con cui visse fino al suo arresto in un appartamento a Berlino. Venne arrestata il 12 settembre 1942 dalla Gestapo, presumibilmente per spionaggio a favore dell'Unione Sovietica e per l'adesione alla die Rote Kapelle, fulcro dello spionaggio sovietico.
Un rapporto della Gestapo del novembre 1942 affermava che un messaggio radio intercettato, proveniente dall'Unione Sovietica, informava che un combattente della resistenza, paracadutato in Germania, sarebbe andato al suo indirizzo. Sotto tortura la donna confessò la collaborazione con i servizi segreti sovietici sua e di altre persone come Rudolf von Scheliha, che venne poi arrestato nel mese di ottobre 1942. Entrambi vennero condannati a morte per tradimento il 14 dicembre 1942 dal Tribunale militare del Reich, e giustiziati il 22 dicembre seguente nel carcere di Plötzensee a Berlino; la Stöbe tramite ghigliottina e Scheliha per impiccagione. L'agente sovietico, Heinrich Koenen, che era sbarcato in Germania con il paracadute, venne arrestato a casa sua. La madre di Ilsa venne arrestata e mandata al campo di concentramento di Ravensbrück, dove morì nel 1943, mentre il fratello Kurt Müller riuscì sfuggire all'arresto e continuare la sua attività di resistenza con il gruppo "Europäische Union", venendo assassinato nel giugno del 1944.
I messaggi inviati da Ilse (nome in codice "Alta") che avvertivano delle intenzioni tedesche d'invadere l'Unione Sovietica vennero ignorati dalla dirigenza sovietica.
Ilse fu l'unica donna ad essere omaggiata in una serie di monete speciali in onore delle spie più importanti al servizio della causa comunista coniate nella ex-Germania Est. Nel 1969 la memoria della Stöbe fu celebrata dall'URSS.
L'istituto storico di Monaco di Baviera, su incarico del ministero degli esteri tedesco, ha condotto una ricerca che attesta il valore dell'operato della Stöbe contro il nazismo.